# Closer (Tegan and Sara)
Closer è un singolo del duo canadese Tegan and Sara, pubblicato nel 2012 ed estratto dall'album Heartthrob. 
La canzone è stata scritta da Tegan e Sara Quin con Greg Kurstin, quest'ultimo attivo anche nel ruolo di produttore.

## Tracce
- Download digitale

1. Closer – 3:29